# Marinos Mitraleksis
Marinos Mitraleksis (gr. Μαρίνος Μητραλέξης, ur. 1920, zm. 1948) – grecki lotnik, as myśliwski okresu II wojny światowej.

## Życiorys
Latem 1940 Mitraleksis ukończył Grecką szkołę sił powietrznych w stopniu podporucznika i otrzymał przydział do 22 eskadry pościgowej stacjonującej na lotnisku w Salonikach. 2 listopada 1940 formacja 15 włoskich bombowców CANT Z.1007 osłanianych przez myśliwce Fiat CR.42 kierowała się na Saloniki. Chwilę później została dostrzeżona i przechwycona przez greckie PZL P.24 z 22 eskadry. Podczas walki zestrzelono 3 bombowce, pozostałe osiągnęły cele i rozpoczęły odwrót do bazy w Albanii. Mitraleksis podczas walki zestrzelił jeden wrogi samolot zużywając całą amunicję, następnie skierował swój samolot na ogon bombowca i oderwał mu ster na skutek czego włoska maszyna stała się niesterowna. Z uszkodzonym śmigłem Mitraleksis wylądował awaryjnie obok wraku bombowca i wziął do niewoli, używając pistoletu, czterech ocalonych z katastrofy Włochów. Za ten czyn Mitraleksis otrzymał awans oraz wiele odznaczeń, między innymi Złoty Krzyż Męstwa jako jedyny oficer Sił powietrznych w czasie drugiej wojny światowej. Po kapitulacji Grecji Mitraleksis z resztą personelu sił powietrznych przedostał się do Afryki Północnej aby kontynuować walkę u boku aliantów.
Marinos Mitraleksis zginął śmiercią lotnika podczas rutynowego lotu we wrześniu 1948. Jego Airspeed Oxford rozbił się w Morzu Egejskim.

## Dziedzictwo

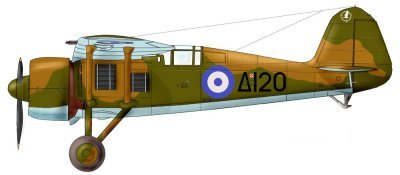
Myśliwiec PZL P.24 w barwach greckich sił powietrznych

Na początku wojny grecko-włoskiej przewaga liczebna Regia Aeronautica wynosiła prawie 5:1 (380 samolotów włoskich przeciwko 79 greckim). Wyczyn Mitraleksisa podniósł morale greckich sił powietrznych. Jego zdjęcie ukazywało się w gazetach i czasopismach a portret został umieszczony na znaczku pocztowym. Pomnik ku jego pamięci został wzniesiony w Eliniko niedaleko Aten.
W jego ślady poszedł Grigoris Walkanas, taranując 18 listopada 1940 włoski bombowiec.